# Edgar Cayce
Edgar Cayce (Hopkinsville, 18 marzo 1877 – Virginia Beach, 3 gennaio 1945) è stato un sensitivo statunitense, famoso per le sue attività di chiaroveggente e taumaturgo.

## Biografia
Abbandonato il mondo della fotografia, si dedicò al paranormale: rispondeva a domande sull'astrologia, sulla reincarnazione e su Atlantide mentre, a suo dire, si trovava in uno stato di trance.

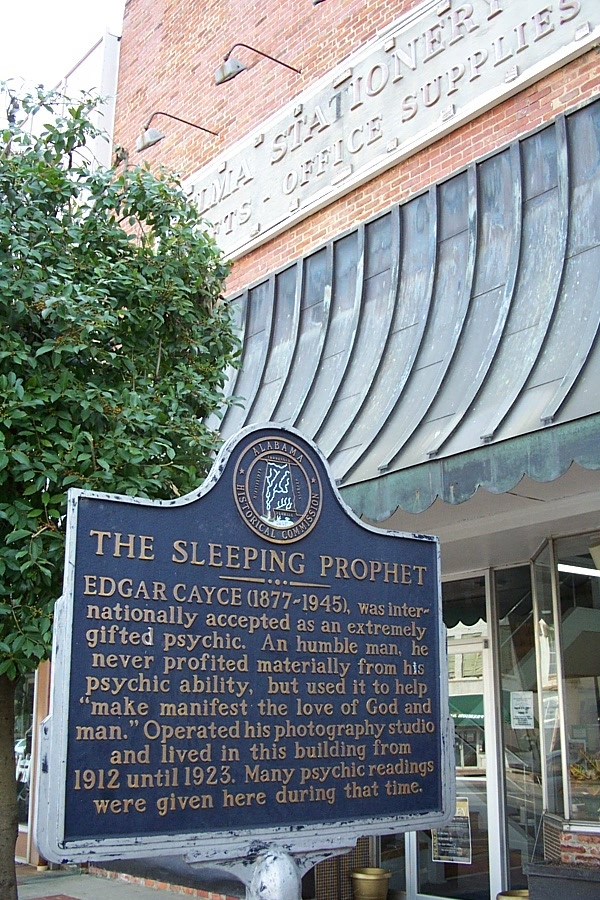
Marcatore storico nel centro città di Selma (Alabama), di fronte all'edificio in cui Cayce visse e lavorò dal 1912 al 1923.

Divenne noto con lo pseudonimo di profeta dormiente proprio perché dava le sue letture profetiche entrando in uno stato catalettico profondo.
In quella sorta di ipnosi autoindotta, Cayce rispondeva a tutte le domande che gli si poneva: da quelle mediche a quelle di carattere profetico.
Al termine delle letture, Cayce asseriva di non ricordare nulla di quanto riferito ai presenti mentre era in stato di trance, durante il quale riusciva a fornire diagnosi e cure di carattere medico. La fama raggiunta fece sì che anche il New York Times si occupasse delle sue capacità.
Cayce accettava compensi di denaro spontanei. È stato senz'altro il 'profeta' più prolifico, in quanto a documentazione prodotta, essendosi sottoposto per oltre 40 anni alle letture richiestegli, moltissime delle quali trascritte grazie ad una stenografa che ne seguiva la quasi totalità.
Fece previsioni riguardanti gli sconvolgimenti cataclismatici della Terra preconizzando che il Giappone e il Nord Europa sarebbero scomparsi improvvisamente e che i Grandi Laghi sarebbero esondati e avrebbero ricoperto la maggior parte del Midwest, mentre le regioni meridionali di California e Georgia sarebbero sprofondate. Inoltre a metà degli anni trenta Cayce sostenne che il centro magnetico del mondo sarebbe cambiato radicalmente durante il 1936. Pronosticò anche che l'asse di rotazione della Terra si sarebbe mosso in un qualche momento del 1998.
Edgar Cayce affermò di avere collaborato con diversi medici, aprendo strutture volte al miglioramento della salute psico-fisica. Sostenne anche di avere effettuato oltre 14000 "letture", come le chiamava lui, in ambito medico, storico, scientifico, esoterico, archeologico, politico e sociale.
Nonostante l'abbondanza di evidenze contrarie, le opere del profeta dormiente continuano ad avere  estimatori e sono tuttora oggetto di analisi da parte di esoteristi come John Hogue.